# Daugavpils
Daugavpils (Alfabet fonètic internacional: |ˈdaʊɡaʊpils| escolteu la pronúncia. En letó Daugavpils; en latgalià o latgalès Daugpiļs; en lituà: Daugpilis; en estonià Väinalinn; en alemany Dünaburg; en belarús Да́ўгаўпілс (Dàugaupils), antigament Дзвінск (Dzvinsk); en finlandès: Väinänlinna; en ídix: דענענבורג (transcrit: Denenburg); en polonès Dyneburg, abans Dzwinów o Dźwińsk, en rus Даугавпилс (Daugavpils), abans Двинск (Dvinsk) i Борисоглебск (Borisoglebsk), en ucraïnès: Да́уґавпілс, Dàugavpils) és la segona ciutat més important de Letònia. Està situada a la regió històrica de Letgàlia, i és un important centre comercial i de transport.

## Galeria

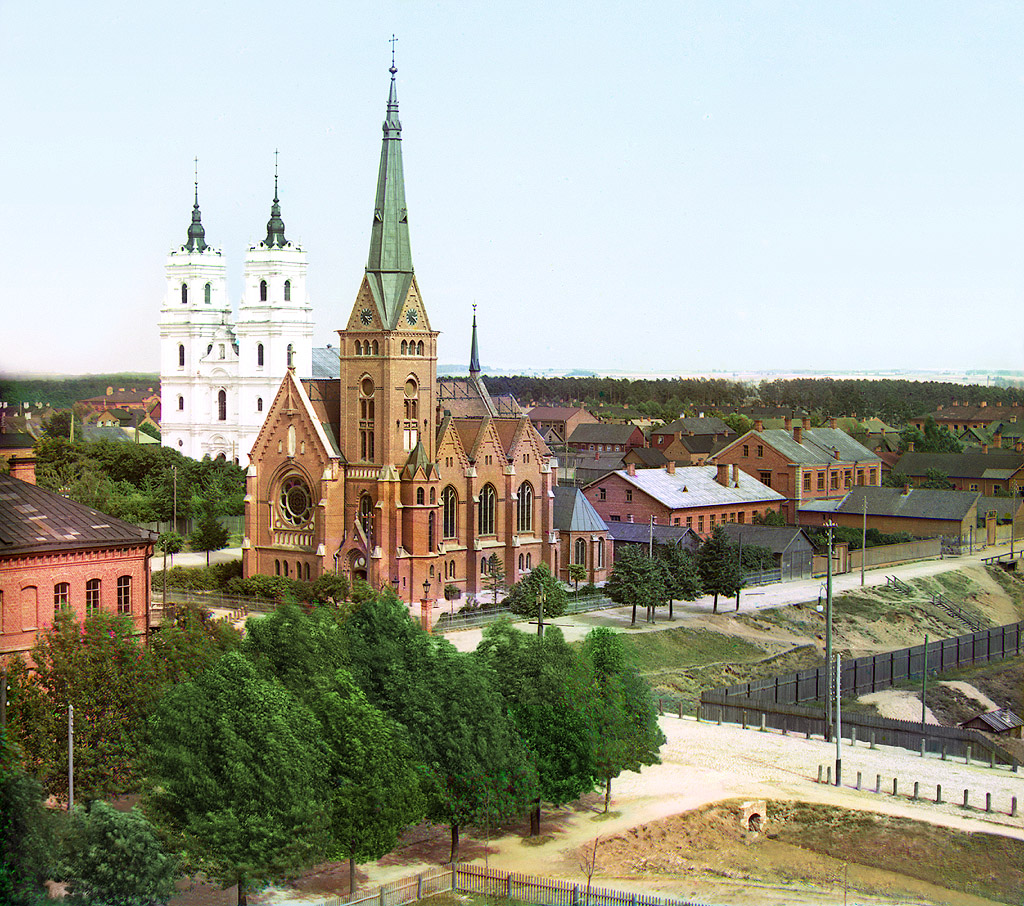
Daugavpils el 1912
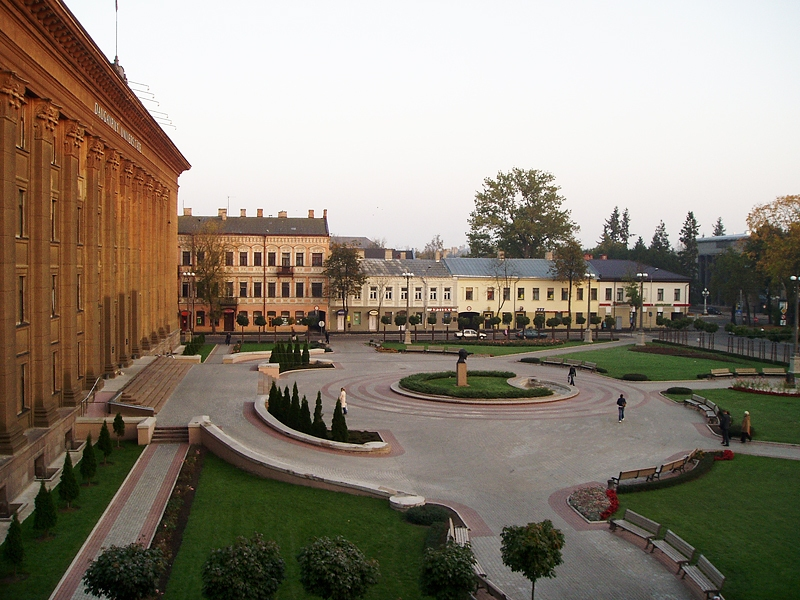
Universitat de Daugavpils avui
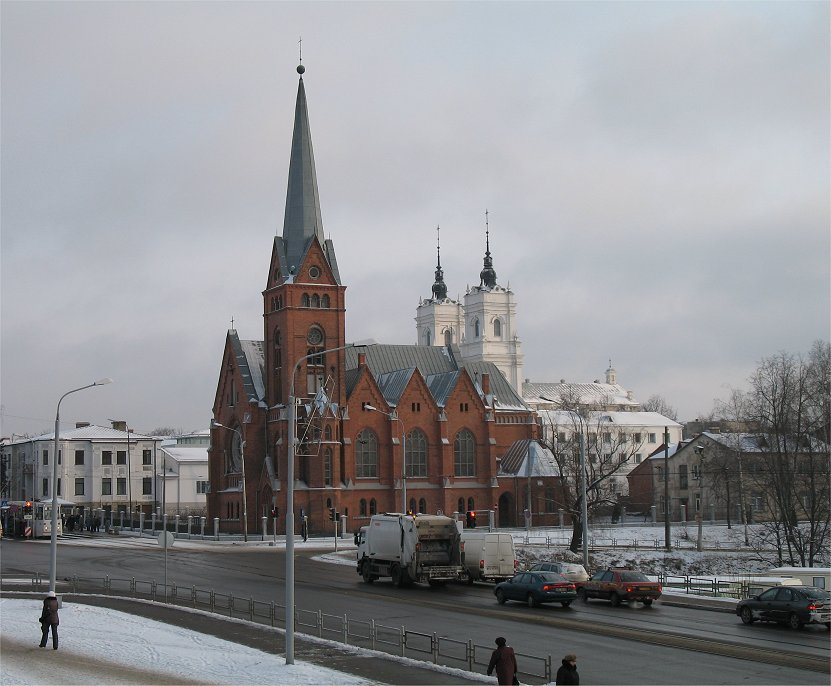
Una església luterana i una de catòlica (novembre de 2009)
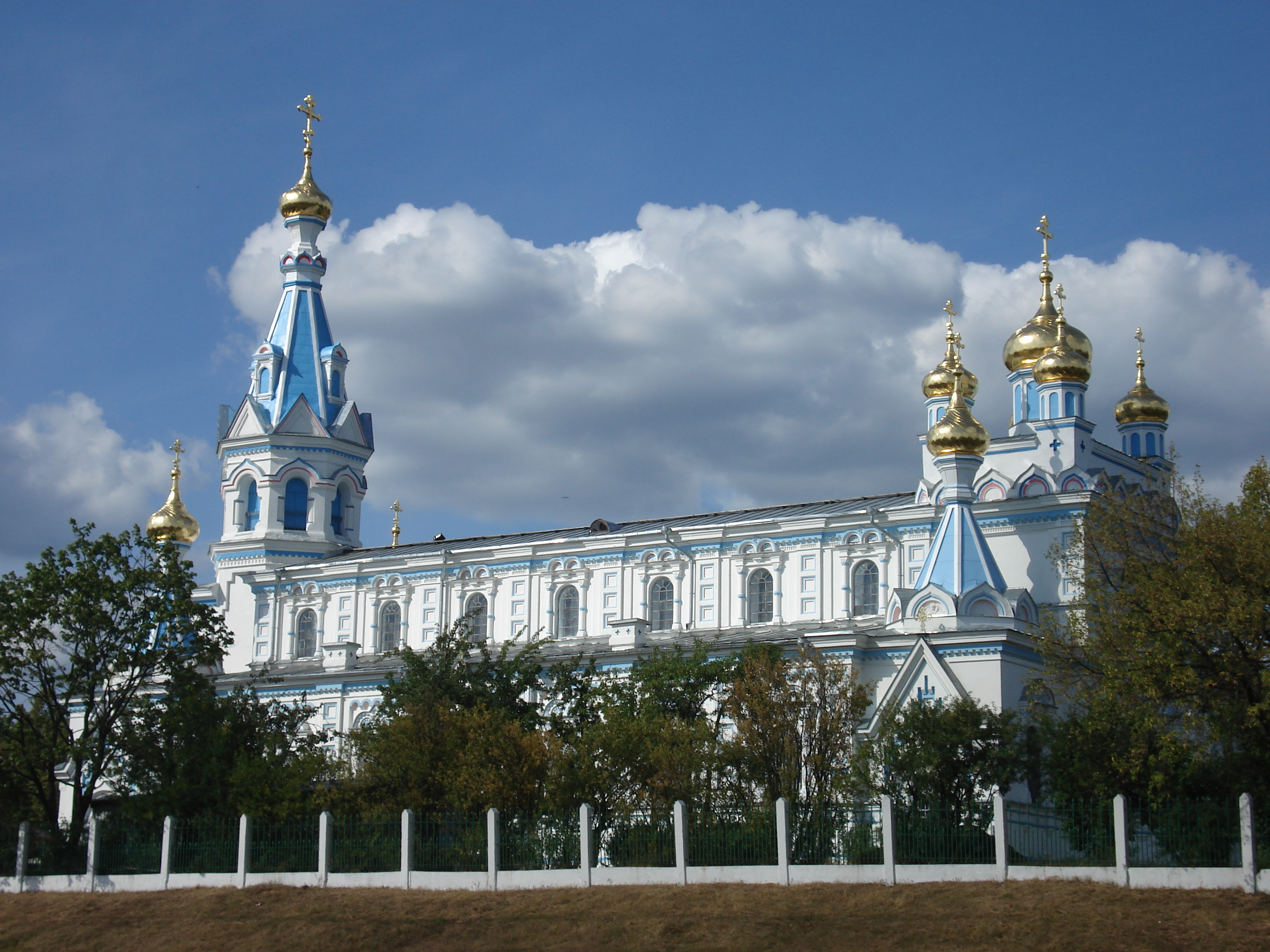
Catedral ortodoxa dels Sants Boris i Gleb
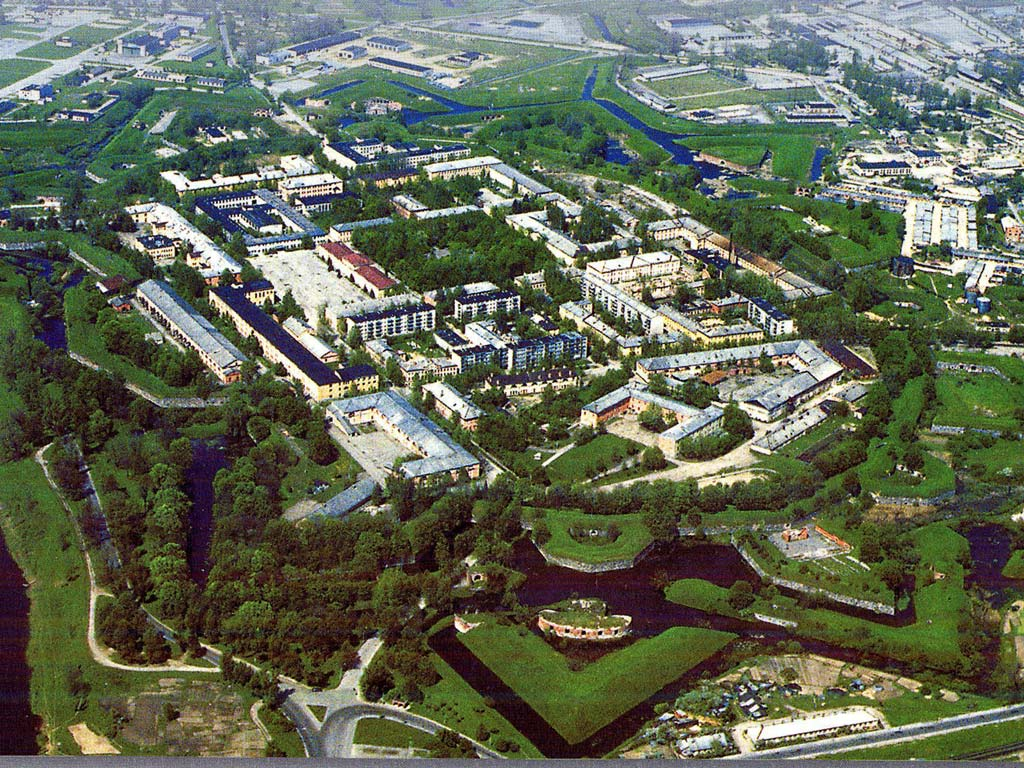
Antiga fortalesa de Daugavpils
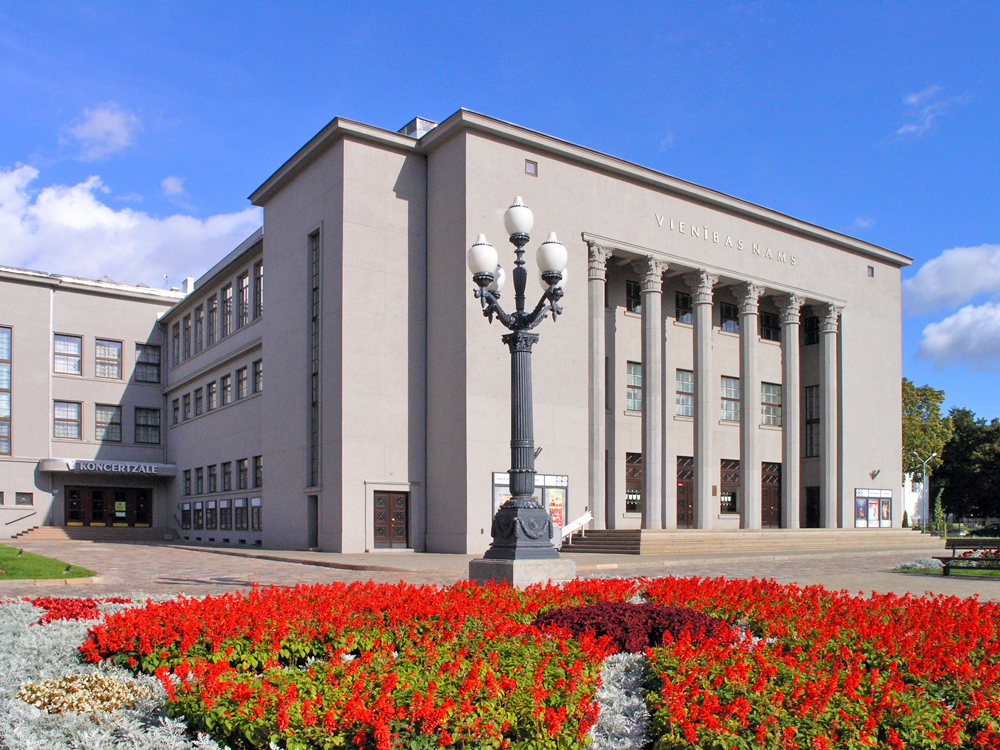
Teatre de Daugavpils